# Principat de Galilea
El Principat de Galilea va ser una de les quatre senyories del Regne de Jerusalem croat, segons Joan d'Ibelín, el comentarista del segle xiii. El principat mateix va ser centrat al voltant de Tiberíades, a la vora del mar de Galilea, però en sumar-li els territoris vassalls, el domini va abastar a tota Galilea i la Fenícia meridional (actualment el Líban). El Principat va tenir entre els seus vassalls les senyories de Beirut, Natzaret, i Haifa, els quals moltes vegades van tenir un nombre descomunal de sub-vassalls. La ciutat independent de Sidó va estar enmig de les terres galilees. Hi ha raons per dubtar-ne de la posició de Galilea com a senyor d'algunes d'aquests terrenys.

## Història
El Principat va ser establert, almenys tècnicament, l'any 1099, quan Jofré de Bouillon va donar el control de Tiberíades, Haifa, i Betsan a Tancred d'Hautevilla, un dels senyors participants en la Primera Croada i responsable de la conquesta d'aquests territoris. El 1101 Balduí I de Jerusalem va posar límits al poder de Tancred en lliurar la ciutat de Haifa a Galdemar Carpenel, i Tancred es va veure obligat a lliurar el Principat i convertir-se en el regent d'Antioquia. Galilea va arribar a ser el feu de les famílies de Saint Omer, Montfaucon (Falcomberques), i després Bures, i la seva capital va estar a Tiberíades; per tant de vegades també va ser conegut com el Principat de Tiberíades o el Tiberiat. El Principat va ser pres per Saladí el 1187, encara que el títol va ser usat després de manera formal per les relacions i els fills menors dels reis de Xipre (els reis titulars de Jerusalem).

## Prínceps de Galilea
(Els noms en itàlica són de prínceps titulars.)
- 1099-1101 : Tancred d'Hauteville, regent d'Antioquia
- 1101-1106 : Hug I de Saint Omer
- 1106-1108 : Gervasi de Bazoches
- 1109-1112 : Tancred de Galilea, de nou.
- 1112-1119 : Joscelí de Courtenay, posteriorment seria comte d'Edessa.
- 1120-1141 : Guillem I de Bures.
- 1142-1148 : Elinard de Bures, nebot de Guillem I de Bures.
- 1148-1158 : Guillem II de Bures, germà d'Elinard de Bures.
- 1158-1187 : Esquiva I de Bures, germana d'Elinard i de Guillem II de Bures.
- 1159-1171 : Gautier de Saint Omer, primer marit d'Esquiva de Bures, germana d'Elinard i Guillem II de Bures.
- 1174-1187 : Ramon III de Trípoli, comte de Trípoli, segon marit d'Esquiva de Bures, germana d'Elinard i Guillem II de Bures.
- 1187-1240 : sota dominació musulmana.
  - 1187-1204 : Hug II de Saint Omer, fill de Gautier de Saint Omer i Esquiva de Bures.
  - 1204-1219 : Raül de Saint Omer, fill de Gautier de Saint Omer i Esquiva de Bures.
  - 1219-1240 : Esquiva II de Tabarie, filla de Raül de Saint Omer i Eudes de Montbéliard (+1244).
- 1240-1247 : Esquiva II de Tabarie.

A partir del 1247 queda definitivament sota dominació musulmana.
- 1247-1265 : Esquiva II de Tabarie.
- 1265-1315 : Balian d'Ibelin, net d'Esquiva de Tabarie.
- 1315-1319 : Jacob d'Ibelin, fill de Balian d'Ibelin.
- 1365-1385 : Hug de Lusignan, net del rei Hug IV de Xipre.
- 1289-1397 : Joan de Brie, noble del Regne de Xipre.
- 1413-1426 : Enric de Lusignan, fill del rei Jaume I de Xipre.
- 1441-1445 : Jacob de Cafran, noble del Regne de Xipre.

## Vassalls

### Senyoria de Beirut
Beirut va ser capturada el 1110 per Balduí I de Jerusalem i deixada sota el control de Folc de Guines. Des del 1187 fins al 1197 va ser conquistada i ocupada per Saladí. El 1204, Amalric II de Jerusalem va lliurar la ciutat a Joan d'Ibelin (el Vell Senyor de Beirut). Va ser una de les senyories més duradores, i va sobreviure fins a l'última derrota i expulsió dels croats el 1291, encara que solament com una petita franja costanera al voltant de la ciutat. Va ser una ciutat clau per al comerç amb Europa.
Els sub-vassalls de Beirut van ser:

#### Senyoria de Banias
Banias va ser cedida a Balduí II pels hashshashin el 1128. Balduí la va cedir a Renier Brus, senyor d'Assebebe, el qual la va afegir a les seves terres. La filla de Renier es va casar amb Hunfred II de Toron; Hunfred va arribar a ser el senyor de Banias al voltant de 1148. Va vendre trossos de Banias i Chastel Neuf a l'Orde dels Hospitalers el 1157. Banias va ser unit amb Toron fins que la va conquistar Nur al-Din el 1164, i quan la van recuperar els croats va ser part de la senyoria de Joscelí III d'Edessa (vegeu més avall).
- 1128-1148 : Renier Brus
- 1148-1157 : Hunfred II de Toron, gendre de Renier Brus.
- 1157-1167 : Ordre de l'Hospital de Sant Joan de Jerusalem
- 1167-1176 : conquistat i ocupat per Nur al-Din.
- 1176-1187 : Joscelí III d'Edesa

#### Senyoria de Toron
La construcció del castell de Toron va ser manada per Hug de St. Omer, el segon príncep de Galilea, per ajudar en la captura de Tir. Després de la mort d'Hug va ser convertida en una senyoria independent, i donada a Hunfred I el 1107. Els senyors de Toron van ser molt influents en el regne; Hunfred II va ser el capità de la guàrdia de Jerusalem. Hunfred IV va estar casat amb Isabel, la filla d'Amalric I (Toron va entrar al "domini reial" durant el seu matrimoni però va tornar a Hunfred IV després del divorci). També va ser un dels pocs que va tenir una successió hereditària ininterrompuda d'homes, almenys per algunes generacions. Els senyors de Toron també es van vincular als senyors de Transjordània pel matrimoni d'Hunfred III i l'herència materna d'Hunfred IV. Toron va ser sumat al domini del regne de Tir, que va passar a una branca d'Antioquia, i després als seus hereus, els Montfort. Els croats van perdre Toron el 1266.
Toron va tenir dos vassalls propis: Castel Neuf i Toron Ahmud. Hug de St. Omer va manar la construcció del Chastel Neuf al voltant del 1105 però després va ser regalat a l'Ordre dels Hospitalers, fins que va ser reconquerida per Nur al-Din el 1167. Toron Ahmud va estar sota el control de Beirut fins que Joan d'Ibelin el va vendre a l'Orde Teutònic el 1261.

### Senyoria de Natzaret
Natzaret va ser la seu original del Patriarcat Llatí, establert per Tancred. Va ser establerta com a senyoria de Galilea el 1115. Sabem que sobre el 1200 Vermond de Croÿ va ser senyor de Natzaret.

### Senyoria de Haifa
Haifa va ser en part un domini eclesiàstic governat per l'arquebisbe de Natzaret, i integrat en part per altres zones del Principat de Galilea.
- Waldemar Carpenel
- Tancred
- Rorgius (?–1107)
- Pagan (1107–1112)
- Domini reial (1112–1190)
- Vivian (c. 1140s)
- Pagan (1190–?)
- Rorgius II (?–1244?)
- Gàrsies Àlvarez (c. 1250)
- Gil d'Estrain (c. 1260)
- Miles ?
- Jofré
- Gil II
- Joan de Valenciennes (c. 1310)